# Hjälstad
Hjälstad är kyrkbyn i Hjälstads socken i Töreboda kommun i Västergötland. Orten ligger sydost om Mariestad väster om Moholm vid korsningen av länsväg 200 och länsväg 201.
I byn ligger Hjälstads kyrka.